# 당진 필경사
당진 필경사(唐津 筆耕舍)는 대한민국 충청남도 당진군 송악읍에 있는 일제강점기의 건축물이다. 1997년 12월 23일 충청남도의 기념물 제107호로 지정되었다.

## 개요
일제시대 문인인 심훈이 1934년 직접 설계하여 지은 집이다.
심훈은 소설가이자 시인으로, 그의 작품은 민족주의와 저항의식을 기본정신으로 하고 있다. 그는 이곳에서 1935년 농촌계몽소설로 유명한 대표작인 ‘상록수’를 썼다.
필경사는 한때 교회로 사용되기도 하였는데, 그의 장조카인 고 심재영 옹이 다시 사서 관리하다가 당진군에 기증하였다. 지붕은 옆면에서 볼 때 여덟 팔(八)자 모양인 팔작지붕으로 꾸몄다.

## 현지 안내문
이 집은 심훈(沈熏) 선생이 1932년에 이 곳에 내려와 작품활동을 하던 곳으로 1934년에 직접 설계하여 짓고, 《필경사》(筆耕舍)라 이름 붙였다 한다. 필경사란 이름은 1930년 "그날이 오면"이란 제목으로 시집을 내려다 일제의 검열에 걸려 못 냈는데, 그 시집 원고중에 있는 《필경》이란 시의 제목에서 딴 것이라고 한다. 낮은 자연석 기단위에 다듬지 않은 주춧돌을 놓고 네모기둥을 세웠는데 측면 중앙 기둥을 중심으로 앞뒤로 나누어 공간을 구성한 것이 특이하다. 정면 5칸, 측면 2칸 규모의 비교적 큰 규모로 지어졌다.
그는 민족의식과 계급적 저항의식을 지닌 소설가이자 시인·영화인으로 이 곳에서 1935년 농촌 계몽소설의 대표작이라 할 수 있는 상록수를 썼다. 심훈 선생은 사실주의에 근거한 농민문학의 장르를 여는데 크게 공헌한 작가이다.

## 같이 보기
- 심훈
- 상록수

## 참고 자료
- 당진필경사 - 국가유산청 국가유산포털